# Сабуран, Ромео
Ромео Сабуран (фр. Roméo Sabourin; 1 января 1923, Монреаль — 14 сентября 1944, Бухенвальд, Веймар) — канадский солдат и разведчик времён Второй мировой войны. Лейтенант Канадской армии.

## Биография
Франкоканадец по происхождению, Сабуран вступил в Канадскую армию, неся службу в Канадском разведывательном корпусе. Благодаря владению французским и английским языками был завербован в Управление специальных операций, из Лондона был десантирован в оккупированную Францию.
Вместе с членами группы Роберта Бенуа был арестован и 27 августа 1944 года депортирован в Бухенвальд. 14 сентября того же года вместе с другими канадскими разведчиками — Фрэнком Пикерсджиллом и Джоном Кеннетом Макалистером — был казнён.
Память о Сабуране увековечена на мемориале Гробсека в Нидерландах, также его имя фигурирует на Стене славы на мемориале в Валенсее (Франция).